# .eu
.eu és el domini de primer nivell territorial (ccTLD) introduït el 2005 per la Unió Europea (en anglès European Union). El domini és obert a ciutadans i organitzacions d'estats membres de la Unió Europea.
El domini és administrat per EURid, un consorci dels operadors de registres de Bèlgica, Suècia, Itàlia i la República Txeca.
L'ús del domini és habitual en llocs web que volen remarcar la seva condició paneuropea, o com a portal als dominis corresponent als llocs dels diferents estats. També és utilitzat per molts llocs bascos per la coincidència amb Euskadi o Euskara.